# Knut Faldbakken

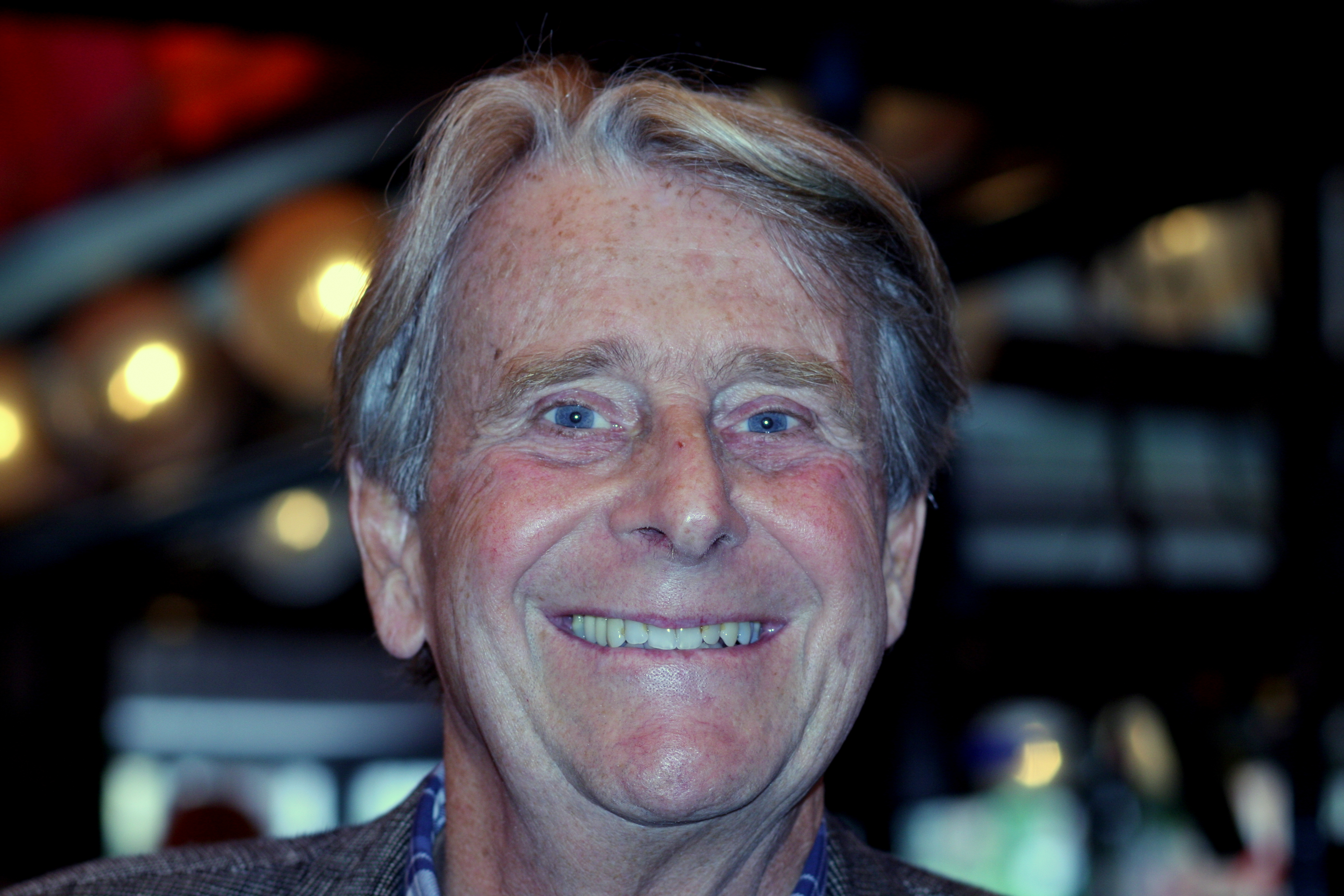
Knut Faldbakken 2011

Knut Robert Faldbakken (* 31. srpna 1941, Oslo) je norský spisovatel a novinář. V mládí studoval psychologii, ale ze školy odešel a strávil rok na moři. Poté začal psát, vytvořil celou řadu románů a je autorem i několika divadelních her. Některá jeho díla byla také převedena na filmové plátno. Jeho knihy se pohybují v různých žánrech od realistických zobrazení, přes detektivní romány až po sci-fi vize, vždy jsou však zaměřené na současného člověka a jeho problémy. V Česku vyšly dva z jeho románů – Bídné roky a Adamův deník.

## Próza
- Seznam děl v Souborném katalogu ČR, jejichž autorem nebo tématem je Knut Faldbakken
- Nattefrost, 2006
- Baldemar, en fortreffelig bjørn!, 2005
- Grensen, 2005
- Turneren, 2004
- Nissen på Breistad, 2003
- Mitt tredje Spania, 2003
- Per Spook, 2003
- Alle elsker en hodeløs kvinne, 2002
- Frøken Snehvit, 2000
- Alt hva hjertet begjærer, 1999
- Eksil, 1997
- Når jeg ser deg, 1996
- Tør du være kreativ, 1994
- Ormens år, 1993
- Til verdens ende, 1991
- Evig din, 1990
- Bad boy, 1988
- Glahn, 1985
- Bryllupsreisen, 1982
- To skuespill, 1981
- E 18, 1980
- Adams dagbok, 1978 (v češtině Adamův deník, Odeon, Praha 1987)
- Sweetwater (Uår.), 1976
- Aftenlandet, 1974 (v češtině Bídné roky, Svoboda, Praha 1981)
- Insektsommer, 1972
- Maude danser, 1971
- Eventyr, 1970
- Sin mors hus, 1969
- Den grå regnbuen, 1967

## Divadelní hry
- Livet med Marilyn, 1987
- Tyren og jomfruen, 1976